# Škotska umjetnost
Škotska umjetnost je umjetnost na području Škotske i umjetnost naroda Škota od prapovijesti do danas.

## Likovna umjetnost

### Prapovijest
Iz predhistorijskoh razdoblja potječu klesane kamene lopte stare oko 4000 godina koje su gotovo sve pronađene na sjeveroistoku Škotske (Iona, Skye, Harris, Uist, Lewis, Arran, Hawick, Wigtownshire), a petod njih je pronađeno u najbolje očuvanom europskom neolitskom selu Skara Brae. Kamene lopte su bile prestižni predmet koji se koristio u ceremonijama. 
Kamene grobne komore zvane cairns i ostaci naselja (na Orkneyskim otocima) te megaliti (na otoku Lewis i dr.), datiraju od 4. st. pr. Kr. do 2. st., kao i okrugli tornjevi od suhozida (brochs) koje su podigli Pikti, a iz doba rimskih vlasti ostaci zidina u grofoviji Stirling. 
Narod sa sjevera drevne Škotske, Pikti, su započeli urezivati geometrijske uzorke i životinjske forme na kamene ploče, te ih ponekad ispunjavati natpisima na latinici i ogamskom pismu. Uloga i ikonografija ovih spomenika se može samo naslučivati, ali najljepši primjeri ovih idioma, kao oni na kamenu Hilton od Cadbolla i Burgheadski bik govore o snažnoj neovosnoj umjetničkoj tradiciji i snažnom osjećaju za liniju i ritam.

### Srednji vijek
Likovna djelatnost u Škotskoj u ranome srednjem vijeku tijesno je povezana s irskom umjetnošću, o čemu svjedoče iluminirani rukopisi s keltskim ornamentima, monumentalni križevi s reljefnim dekoracijama i zlatarski proizvodi.
U 11. do 12. st. podižu se brojni burgovi za obranu zemlje od anglo-normanskih provala (uobičlajen je tip burga s četverokutnim donjonom); sakralna arhitektura tog doba ima značajke normanske romanike (opatije u Dunfermlineu, Kelsou, jedburghu). Pod engleskim i francuskim utjecajem počinje se u 13. st. širiti gotika koja se održala nekoliko stoljeća; istaknute građevine u tom stilu jesu opatija u Melroseu, kraljevska palača u Linlithgowu, katedrala u Glasgowu i kapela King's Collegea u Aberdeenu. 

### Novi vijek
U 15. do 16. st. postepeno se razvijaju burgovi tzv. barunskog stila koji čine prijelaz k dvorcima. Pod utjecajem francuske renesanse u 18. st. građeno je više dvoraca (npr. u Stirlingu i Drumlanrigu), a klasicističke tendencije zastupa u prvom redu William Bruce koji je 1671. podigao novi dio kraljevske palače Holyrood u Edinburgu. U okviru klasicizma 18. st. najistaknutiji je arhitekt Robert Adam (1728. – 1792.), poznat i kao tvorac stila pokućstva; on je projektirao mnoge građevine u Škotskoj (sveučilište u Edinburgu 1789. – 1792., Culzean Castle kod Ayara) i u Engleskoj. Znatan doprinos urbanizmu u drugoj polovici 18. st. dao je James Craig projektom rekonstrukcije Edinburga. Škotska arhitektura 19. st. uglavnom je historicistička, no u tom razdoblju nastaju i napredne inženjerske konstrukcije, npr. mostovi kao što je Forth Railway Bridge (djelo Engleza J. Fowera i  B. Bakera 1890.). 
Kontinuirana slikarska djelatnost počinje u 17. st. razvojem domaće škole portreta, od kojih su mnogi često radili više u Engleskoj nego u domovini; u taj krug pripadaju, među ostalim, John Scougall, William Aikman i Allan Ramsay. Krajem 18. i u prvoj polovici 19. st. ističu se portretisti visokog društva Edinburgha Henry Raeburn (1756. – 1823.), pejzažist Alexander Nasmyth (1758. – 1840.) i autor žanr-kompozicija David Wilke (1785. – 1841.). 
Svojim radom na obnovi arhitekture i umjetnosti obrta Charles Rennie Mackintosh (1868. – 1928.) utjecao je na europsku arhitekturu, posebno na bečku secesiju (glavno djelo mu je djelo Umjetnička škola u Glasgowu, 1897. – 1907.).
Od druge polovine 19. st. javljaju se slikari koji traže nove putove, u prvom redu William McTahhart (1835. – 1945.), koji radi na način blizak impresionizmu, zatim grupa slikara naturalističkog usmjerenja u Glasgowu, od kojih je najpoznatiji David Young Cameron (1865. – 1945.), te istaknuti predstavnik "škotskih kolorista" Samuel J. People (1871. – 1935.). U novijem se razdoblju još ističu F. C. B. Cadell (1883. – 1937.), Stanley Cursiter (r. 1887.), William G. Gillies (r. 1898.) i Anne Redpath (r. 1895.).
Djelatnost na području kiparstva je skromnijih razmjera nego u slikarstvu.

### Moderna umjetnost
U 20. st. arhitektura Škotske razvija se unutar tokova suvremene arhitekture u Velikoj Britaniji. Među istaknuta urbanistička ostvarenja 50-ih i 60-ih godina idu stambena četvrt u Dunbaru (arhitekti B. Spence, A. Glover i T. Ferguson), Cumbernauld New Town (grad satelit Glasgowa) i nova četvrt u Cable's Wyndu kod Leitha (arhitekti Ch. Alison, W. Hutchison i dr.).

## Književnost
Budući da su već u ranom srednjem vijeku (V st.) Irci naselili veliko područje Škotske, sva škotska književnost sve do XVII st. ostala je unutar irske književne djelatnosti. Škotski književnici su bili u cijelosti preuzeli irski jezik. Postoje sačuvane dvije zbirke škotske poezije (među njima su i glasovite heroic ballads): "Knjiga dekana od Lismorea" (1542.) na irskom jeziku i rukopis iz Fernaiga (XVII st.) na škotskoj varijanti helskog jezika.
U XVIII st. najznačajniji su škotski pjasnici J. MacDonald, A. MacDonald, J. Maccodrum, D. Macinatyre. Razdoblje romantizma i interes za književnost na narodnom jeziku potiču prikupljanje pučkoga književnog blaga nastalog na gaelskom jeziku, koji se u zapadnoj Škotskoj održao sve do danas, uz pokušaje stvaranja moderne književnosti na zavičajnom jeziku. 
Na području engleskog dijalekta postojao je poseban škotski književni jezik. Na njemu je postojao i škotski nacionalni spjev o borbi za nezavisnost Škotske - "Bruce" (1378.) kojem je autor J. Barbour. U razdoblju od XV do XVI st. djeluju i škotski pjesnici kralj Jakov I ("Kraljeva knjiga"), R. Henryson ("Kresidina oporuka") i W. Dunbar (istaknuti sljedbenik G. Chaucera).
Na prijelazu iz XVIII u XIX st. djeluje predstavnik sentimentalnog romana H. Mackenzie, kojem je najpoznatije djelo "Čovjek osjećaja", dok je glasoviti J. Macpherson, tvorac pjesničkih mistifikacija Ossiana i Fingala, istodobno i tvorac romantičnog interesa za srednjovjekovlje.
U XIX st., kao odbljesak keltske obnove (Celtic revival) pojavljuje se poznata zbirka Carmina Cadelica A. Carmichaela. R. Burns, veliki pjesnik engleskog romantizma, ujedno je i pjesnik škotske narodne jednostavnosti, kao učenik sakupljača škotskog narodnog blaga A. Ramsayja i počkog pjesnika R. Fergusona. 
U XIX st. svakako je najpoznatijiškotski pisac W. Scott, romanopisac, pjesnik i povjesničar. Međutim, iako je novije razdoblje dalo mnoge pisce podrijetlom Škote (te iako će u najnovije vrijeme djelovati znatan broj književnika škotskog podrijetla), smatra se da već nakon XVIII st., što zbog novije zajedničke povijesti Škotske i Engleske, što zbog engleskog jezika kojim ti pisci pišu, svi oni djeluju kao integralni dio novije i moderne engleske književnosti. A upravo tako se i stvaraju značajni škotski pisci poput Th. Carlylea,  J. Ruskina,  J. Davidsona, R. L. Stevensona, E. Muira i dr. Pa ipak postoje i suvremeni književnici sudionici škotskog kulturnog preporoda kao H. Macdiarmid (koji piše i na engleskom i na škotskom jeziku) te S. Goodsir Smith, A. Mackie i dr.

## Poveznice
- Keltska umjetnost
- Irska umjetnost